# Melun
Melun er en fransk kommune i departementet Seine-et-Marne. Det er hovedsæde i denne departementet. Kommunen er placeret cirka 40 kilometer sydøst for Paris, hvor Seinen slår et stort sving mod nord.